# Žnjan
Žnjan – dzielnica Splitu, drugiego co do wielkości miasta Chorwacji. Zlokalizowana jest w południowo-wschodniej części miasta, ma 3347 mieszkańców i 1,66 km² powierzchni.
Žnjan jest również nazwą niewielkiej zatoki i plaży. W tym miejscu odbyła się 4 października 1998 roku msza sprawowana przez papieża Jana Pawła II podczas jego drugiej pielgrzymki do Chorwacji.
Obszar dzielnicy Žnjan ograniczają:
- od północy – ulica Kralja Držislava,
- od południa – Morze Adriatyckie,
- od zachodu – ulica Žnjanska.

Dzielnice sąsiadujące ze Žnjanem:
- od północy – Mejaši i Sirobuja,
- od wschodu – miejscowość Stobreč,
- od zachodu – Mertojak.